# René Bourget
Pour les articles homonymes, voir Bourget.
René Bourget, né le 6 février 1932 à Saint-Romain-de-Surieu (Isère) et mort le 13 mai 2021 à Péage-de-Roussillon, est un homme politique français.

## Détail des fonctions et des mandats
Mandats parlementaires
- 15 juin 1982 - 1er avril 1986 : Député de la 6e circonscription de l'Isère
- 3 novembre 1990 - 1er avril 1993 : Député de la 8e circonscription de l'Isère